# Ainbusk
Ainbusk, ursprungligen Ainbusk Singers, var en sångkvartett från Gotland bestående av Annelie Roswall (född 1964), Birgitta ”Bittis” Jakobsson (född 1962), Josefin Nilsson och Marie Nilsson Lind. De slog igenom 1990 med låten "Jag mötte Lassie" och medverkade i den svenska Melodifestivalen 2008 med balladen "Jag saknar dig ibland", som slogs ut i första omröstningen vid deltävlingen i Linköping den 23 februari 2008.
Josefin Nilsson avled 2016 och Marie Nilsson Lind 2024.

## Priser och utmärkelser
Gruppen fick Karamelodiktstipendiet 1988.

## Diskografi

### Studioalbum
- 1993 – Från När till fjärran (live från När)
- 1998 – Ainbusk (första utgåvan)
- 1999 – Ainbusk
- 2000 – Stolt
- 2001 – I midvintertid: En jul på Gotland
- 2002 – Skynda att älska
- 2003 – En samling
- 2008 – En samling (ny version)

### Singlar och EP-skivor
- 1990 – "Lassie"
- 1991 – "Älska mej" (Vinyl)
- 1993 – "Älska mej" (CD)
- 1998 – "Om du nånsin börjar tveka" / "Vägen till Närsholm"
- 1999 – "Säg vad kärlek är" / "I lust och nöd" / "Näckrosen" / "Under stjärnan" / "Säg vad kärlek är"
- 2001 – "En julsaga" ("Fairytale of New York")
- 2008 – "Jag saknar dig ibland"